# سان جورج (مترو باريس)
سان جورج (بالفرنسية: Saint-Georges)‏ هي محطة مترو تابعة لمترو باريس تقع في فرنسا في الدائرة التاسعة في باريس.[بحاجة لمصدر] افتتحت عام 1911 وجددت في العقد الأول من القرن الحادي والعشرين.